# 알베르 엘바즈
알베르 엘바즈(אלבר אלבז‎, 본명: 알베르트 엘바즈, 1961년 6월 12일 ~ 2021년 4월 24일)는 이스라엘의 패션 디자이너이다.
엘바즈는 모로코 카사블랑카의 유대인 집안에서 태어났다. 엘바즈의 어머니는 화가, 아버지는 미용사였다. 엘바즈가 10세 때 가족이 이스라엘 홀론으로 이주했다. 그는 이스라엘에서 학교를 다니고 이스라엘 방위군에 복무했다.
1985년 패션 일을 하기 위해 뉴욕으로 이주했다. 처음엔 웨딩 업체(bridal firm)에서 일했고, 제프리 빈 밑에서 7년간 시니어 어시스턴트로 있었다.
1996년부터 1997년까지 기 라로시에서 일하면서 프랑스 파리로 옮겼다. 1998년부터 2000년까지 이브 생로랑의 크리에이티브 디렉터를 맡았다.
2001년부터 2015년까지 랑방의 디자인을 맡았다.
랑방을 떠난 직후에는 내털리 포트먼이 감독·각본·주연을 맡은 영화 《사랑과 어둠의 이야기》(2015)의 의상 디자인을 맡았다. 또한 여러 패션 브랜드와 협업하여 디자인을 만들었다.
2021년 4월 24일 파리 근교 뇌이쉬르센에 있는 파리 미국 병원에서 코로나19로 사망하였다.